# Football Club Messina Peloro 1998-1999
Questa voce raccoglie le informazioni riguardanti il Football Club Messina Peloro nelle competizioni ufficiali della stagione 1998-1999.

## Stagione
Nella stagione 1998-1999 il Messina ritorna tra i professionisti, due stagioni dopo il fallimento che l'aveva costretta a ripartire dal campionato dilettanti, disputa il girone C della Serie C2, dove ha raccolto 58 punti, perdendo la promozione diretta in Serie C1 per un solo punto, a vantaggio del Catania. Nei playoff ha superato in semifinale la Turris, ma ha perso la finale contro il Benevento (2-1) dopo i tempi supplementari. La stagione inizia con l'allenatore Pietro Ruisi con i peloritani che iniziano il torneo con tre vittorie di fila, poi arrivano alti e bassi, i giallorossi chiudono il girone di andata con 23 punti a metà classifica, a nove lunghezze dal Catania capolista, il tecnico viene esonerato dopo la sconfitta interna (1-2) con la Turris, alla vigilia del Natale. L'arrivo del nuovo allenatore Stefano Cuoghi cambia la marcia dei giallorossi, che iniziano un'incredibile rimonta sul Catania, nel girone di ritorno il Messina è la migliore di tutte, raccoglie 35 punti in 17 partite, recupera otto punti al Catania, uno in meno del necessario per ribaltare la situazione. Poi come sopra accennato, cede il passaggio in Serie C1, nella finale dei playoff al Benevento. Nella Coppa Italia di Serie C il Messina vince il girone Q di qualificazione, poi nei Sedicesimi supera il Foggia, negli Ottavi elimina la Cavese, nei Quarti supera il Catania ai calci di rigore, conclude il percorso in Semifinale perdendo il doppio confronto con il Gualdo.

## Rosa
| N. |                   | Ruolo | Calciatore         |
| -- | ----------------- | ----- | ------------------ |
|    | Italia (bandiera) | P     | Giuseppe Alberga   |
|    | Italia (bandiera) | P     | Fabio Battiato     |
|    | Italia (bandiera) | P     | Emanuele Manitta   |
|    | Italia (bandiera) | D     | Salvatore Accursi  |
|    | Italia (bandiera) | D     | Salvatore Beccaria |
|    | Italia (bandiera) | D     | Alessandro Bertoni |
|    | Italia (bandiera) | D     | Luigi Corino       |
|    | Italia (bandiera) | D     | Leo Criaco         |
|    | Italia (bandiera) | D     | Cosimo De Blasio   |
|    | Italia (bandiera) | D     | Fabio Di Fausto    |
|    | Italia (bandiera) | D     | Manuel Milana      |
|    | Italia (bandiera) | D     | Tommaso Sansone    |
|    | Italia (bandiera) | C     | Pasquale Catalano  |
|    | Italia (bandiera) | C     | Leonardo Chisena   |
|    | Italia (bandiera) | C     | Carmelo Costa      |

| N. |                   | Ruolo | Calciatore          |
| -- | ----------------- | ----- | ------------------- |
|    | Italia (bandiera) | C     | Loris Del Nevo      |
|    | Italia (bandiera) | C     | Salvatore Marra     |
|    | Italia (bandiera) | C     | Antonino Pannitteri |
|    | Italia (bandiera) | C     | Salvatore Pravatà   |
|    | Italia (bandiera) | C     | Giuseppe Romano     |
|    | Italia (bandiera) | C     | Michele Scaringella |
|    | Italia (bandiera) | C     | Fabio Speranza      |
|    | Italia (bandiera) | A     | Antonio Barbera     |
|    | Italia (bandiera) | A     | Antonio Borrotzu    |
|    | Italia (bandiera) | A     | Antonio Chisena     |
|    | Italia (bandiera) | A     | Giorgio Corona      |
|    | Italia (bandiera) | A     | Giovanni Riccardo   |
|    | Italia (bandiera) | A     | Giovanni Rossi      |
|    | Italia (bandiera) | A     | Antonino Sparacio   |
|    | Italia (bandiera) | A     | Vittorio Torino     |

## Risultati

### Serie C2

#### Girone di andata
| Arbitro: | Rizzoli (Bologna) |

|  |           |                         |
|  | Marcatori | 19’ Del Nevo 77’ Torino |

| Arbitro: | G. Rossi (Rimini) |

|            |           |  |
| Torino 66’ | Marcatori |  |

| Arbitro: | Zenere (Schio) |

|  |           |            |
|  | Marcatori | 40’ Torino |

| Arbitro: | Linfatici (Viareggio) |

|  |           |               |
|  | Marcatori | 69’ De Amicis |

| Arbitro: | Pozzi (Como) |

|                              |           |  |
| Torino 23’, 72’ S. Marra 51’ | Marcatori |  |

| Arbitro: | Cannella (Palermo) |

|                 |           |  |
| Spilli 51’, 76’ | Marcatori |  |

| Arbitro: | Dattilo (Locri) |

|            |           |                        |
| Torino 84’ | Marcatori | 4’ Criniti 90’ Marsich |

| Arbitro: | Ferlito (Prato) |

|             |           |            |
| Marulla 36’ | Marcatori | 40’ Torino |

| Arbitro: | Verrucci (Fermo) |

|                |           |  |
| Corona 6’, 70’ | Marcatori |  |

| Arbitro: | F. Rossi (Forlì) |

|                                          |           |                                              |
| Mitri 33’ (rig.), 53’ (rig.) Maschio 67’ | Marcatori | 19’ Pannitteri 30’, 74’ (rig.), 90+3’ Torino |

| Messina 22 novembre 1998 11ª giornata | Messina             | 0 – 0 | Juveterranova Gela | Stadio Giovanni Celeste\| Arbitro: \| Tomasi (Conegliano) \| |
| Arbitro:                              | Tomasi (Conegliano) |       |                    |                                                              |

| Chieti 29 novembre 1998 12ª giornata | Chieti          | 0 – 0 | Messina | Stadio Guido Angelini\| Arbitro: \| Ioseffi (Siena) \| |
| Arbitro:                             | Ioseffi (Siena) |       |         |                                                        |

| Arbitro: | Palanca (Roma) |

|              |           |  |
| Sabatini 90’ | Marcatori |  |

| Messina 13 dicembre 1998 14ª giornata | Messina       | 0 – 0 | Catania | Stadio Giovanni Celeste\| Arbitro: \| Ciulli (Roma) \| |
| Arbitro:                              | Ciulli (Roma) |       |         |                                                        |

| Arbitro: | Valensin (Milano) |

|               |           |              |
| Fecarotta 10’ | Marcatori | 65’ Sparacio |

| Arbitro: | Santoro (Domodossola) |

|            |           |                                  |
| Torino 12’ | Marcatori | 55’ (rig.) Acampora 62’ Rizzioli |

| Arbitro: | Palanca (Roma) |

|                                     |           |  |
| F. Marra 38’ (rig.) D'Isidoro 90+1’ | Marcatori |  |

#### Girone di ritorno
| Arbitro: | Mazzoleni (Bergamo) |

|            |           |  |
| Torino 24’ | Marcatori |  |

| Arbitro: | Cecotti (Udine) |

|             |           |                              |
| Venturi 33’ | Marcatori | 3’ Scaringella 42’ De Blasio |

| Arbitro: | Cenni (Imola) |

|                            |           |  |
| Torino 15’, 40’ Milana 19’ | Marcatori |  |

| L'Aquila 31 gennaio 1999 21ª giornata | L'Aquila        | 0 – 0 | Messina | Stadio Tommaso Fattori\| Arbitro: \| Ledda (Alghero) \| |
| Arbitro:                              | Ledda (Alghero) |       |         |                                                         |

| Sora 7 febbraio 1999 22ª giornata | Sora                | 0 – 0 | Messina | Stadio Claudio Tomei\| Arbitro: \| Carlucci (Molfetta) \| |
| Arbitro:                          | Carlucci (Molfetta) |       |         |                                                           |

| Arbitro: | Ferlito (Prato) |

|                                 |           |  |
| Catalano 3’ Torino 90+4’ (rig.) | Marcatori |  |

| Arbitro: | Pieri (Genova) |

|             |           |                         |
| Marsich 51’ | Marcatori | 28’ Del Nevo 34’ Torino |

| Arbitro: | Cecotti (Udine) |

|                                     |           |  |
| Torino 56’ (rig.), 90+1’ Corona 64’ | Marcatori |  |

| Trapani 14 marzo 1999 26ª giornata | Trapani                | 0 – 0 | Messina | Stadio Polisportivo Provinciale\| Arbitro: \| D'Agostino (Frosinone) \| |
| Arbitro:                           | D'Agostino (Frosinone) |       |         |                                                                         |

| Arbitro: | Pieri (Genova) |

|           |           |  |
| Torino 7’ | Marcatori |  |

| Arbitro: | Cruciani (Pesaro) |

|            |           |  |
| Di Dio 40’ | Marcatori |  |

| Arbitro: | Giangrande (L'Aquila) |

|                 |           |  |
| Torino 69’, 83’ | Marcatori |  |

| Messina 18 aprile 1999 30ª giornata | Messina           | 0 – 0 | Tricase | Stadio Giovanni Celeste\| Arbitro: \| Saccani (Mantova) \| |
| Arbitro:                            | Saccani (Mantova) |       |         |                                                            |

| Arbitro: | Verrucci (Fermo) |

|             |           |  |
| Manca 90+2’ | Marcatori |  |

| Arbitro: | Battistella (Conegliano) |

|            |           |  |
| Torino 64’ | Marcatori |  |

| Torre del Greco 9 maggio 1999 33ª giornata | Turris              | 0 – 0 | Messina | Stadio Amerigo Liguori\| Arbitro: \| Lombardi (Lanciano) \| |
| Arbitro:                                   | Lombardi (Lanciano) |       |         |                                                             |

| Arbitro: | Cruciani (Pesaro) |

|            |           |  |
| Torino 65’ | Marcatori |  |

#### Play-off
| Arbitro: | Soffritti (Ferrara) |

|                |           |              |
| De Carolis 30’ | Marcatori | 59’ G. Rossi |

| Arbitro: | Cruciani (Pesaro) |

|            |           |  |
| Torino 28’ | Marcatori |  |

| Arbitro: | Soffritti (Ferrara) |

|                               |           |                 |
| Bertuccelli 66’ Compagno 109’ | Marcatori | 63’ Scaringella |

### Coppa Italia Serie C

#### Fase eliminatoria a gironi
| Arbitro: | Cassarà (Palermo) |

|                    |           |            |
| Ciriaco 10’ (aut.) | Marcatori | 70’ Torino |

| 26 agosto 1998 2ª giornata |  | – Turno di riposo Messina |  |  |

| Arbitro: | S. Ayroldi (Molfetta) |

|            |           |              |
| Grieco 36’ | Marcatori | 90+2’ Milana |

| Arbitro: | Alario (Civitavecchia) |

|                                               |           |  |
| Torino 21’, 23’ Ciriaco 26’ (rig.) Corona 73’ | Marcatori |  |

| Arbitro: | Esposito (Trapani) |

|                        |           |  |
| Sparacio 29’, 60’, 72’ | Marcatori |  |

#### Fase finale
| Arbitro: | Palmieri (Cosenza) |

|                                  |           |               |
| Pannitteri 48’, 56’ Catalano 85’ | Marcatori | 34’ De Feudis |

| Arbitro: | Strocchia (Nola) |

|  |           |                                             |
|  | Marcatori | 17’, 80’ Riccardo 21’ Torino 90+3’ Sparacio |

| Arbitro: | N. Ayroldi (Molfetta) |

|                                      |           |                                   |
| Ria 17’ Bolognesi 45+2’ Ghillani 56’ | Marcatori | 10’ Romano 39’ Ciriaco 87’ Corona |

| Messina 20 gennaio 1999 Ottavi - Ritorno | Messina            | 0 – 0 | Cavese | Stadio Giovanni Celeste\| Arbitro: \| Palmieri (Cosenza) \| |
| Arbitro:                                 | Palmieri (Cosenza) |       |        |                                                             |

| Catania 10 febbraio 1999 Quarti - Andata | Catania               | 0 – 0 | Messina | Stadio Cibali\| Arbitro: \| S. Ayroldi (Molfetta) \| |
| Arbitro:                                 | S. Ayroldi (Molfetta) |       |         |                                                      |

| Arbitro: | Saccani (Mantova) |

|                                          |                      |                                 |
| Corino Beccaria Catalano Torino S. Marra | Tiri di rigore 5 – 3 | Tarantino Manca Di Julio Bifera |

| Arbitro: | Dondarini (Finale Emilia) |

|             |           |  |
| Beccaria 7’ | Marcatori |  |

| Arbitro: | Zaltron (Bassano del Grappa) |

|                        |           |  |
| Ricci 50’ Bellotti 67’ | Marcatori |  |